# Арбеллара
Арбеллара (фр. Arbellara, корс. Arbiddara) — коммуна во Франции, находится в регионе Корсика. Департамент коммуны — Южная Корсика. Входит в состав кантона Ольмето. Округ коммуны — Сартен.
Код INSEE коммуны — 2A018.

## Население
Население коммуны на 2008 год составляло 133 человека.
| 1962 | 1968 | 1975 | 1982 | 1990 | 1999 | 2008 |
| ---- | ---- | ---- | ---- | ---- | ---- | ---- |
| 155  | 162  | 153  | 137  | 120  | 111  | 133  |

## Экономика
В 2007 году среди 80 человек в трудоспособном возрасте (15—64 лет) 51 были экономически активными, 29 — неактивными (показатель активности — 63,8 %, в 1999 году было 61,1 %). Из 51 активных работали 48 человек (27 мужчин и 21 женщина), безработными были 3 женщины. Среди 29 неактивных 3 человека были учениками или студентами, 10 — пенсионерами, 16 были неактивными по другим причинам.
В 2008 году в коммуне насчитывалось 57 домохозяйств, в которых проживали 133 человека, медиана доходов составляла 13 332 евро на одного человека.